# Platygyrium russulum
Platygyrium russulum är en bladmossart som beskrevs av Georg Friedrich von Jaeger 1878. Platygyrium russulum ingår i släktet Platygyrium och familjen Hypnaceae. Inga underarter finns listade i Catalogue of Life.